# Afghan Jet International
Afghan Jet International war eine afghanische Fluggesellschaft mit Sitz in Kabul und Basis auf dem Flughafen Kabul. Seit 2016 führt die Gesellschaft keine Flüge mehr durch.

## Flugziele
Afghan Jet International bediente von Kabul aus Ziele innerhalb Afghanistans. Wie alle anderen in Afghanistan registrierten Fluggesellschaften stand auch diese Gesellschaft auf der Liste der Betriebsuntersagungen für den Luftraum der Europäischen Union.

## Flotte
Im Oktober 2015 bestand die Flotte der Afghan Jet International aus zwei Flugzeugen:
| Flugzeugtyp         | Luftfahrzeugkennzeichen | Anmerkungen | Sitzplätze |
| ------------------- | ----------------------- | ----------- | ---------- |
| Bombardier CRJ200LR | YA-AJH                  |             | 50         |
| Bombardier CRJ200LR | YA-AJK                  |             | 50         |